# Caturité
Caturité é um município brasileiro localizado no Sertão do Cariri (Oriental) Paraibano e na Região Metropolitana de Campina Grande, estado da Paraíba. Sua população em 2011 foi estimada pelo IBGE (Instituto Brasileiro de Geografia e Estatística) em 4.571 habitantes, distribuídos em 118 km² de área.

## História
O município de Caturité está localizado na Região do Cariri Oriental do Estado da Paraíba, á 160 km da Capital. Tem uma população estimada em cerca de 4.500 habitantes, dos quais, 80% habitam a Zona Rural.
Seu nome foi originado na lenda do Índio Caturité, um bravo guerreiro da Tribo Bodopitá, que teve sua filha Potira raptada pelos portugueses liderados por Antonio de Oliveira Ledo, que invadiram a região para desenvolver a criação de gado no Século XVII.  Conta a lenda que Caturité conseguiu libertar sua filha, mas durante a perseguição, ela foi ferida no peito e ele decidiu pular de um despenhadeiro na serra que também tem o seu nome, desaparecendo para sempre.
Já no Século XX, edificou-se um povoado próximo a essa serra, o qual, teve um marco importante na produção de algodão, sisal e criação de gado bovino, durante as décadas de 1960 a 1970, e se tornou Distrito de Boqueirão.
Sua emancipação política aconteceu em 29 de abril de 1994, sendo instalado como Município em 1 de janeiro de 1997, tendo como primeiro Prefeito, o agropecuarista José do Egito Bezerra Cabral, que governou durante dois mandatos.

## Geografia
População: Sua população em 1991 foi estimada pelo IBGE (Instituto Brasileiro de Geografia e Estatística) em 4.571 habitantes aproximadamente, distribuídos em 118 km² de área.
Clima: O clima desse município é o semiárido que se caracteriza por ser quente e seco, apresentando chuvas de verão no mês de janeiro, as quais favorecem a criação de pasto para o gado e o abastecimento de barragens e barreiros, mais tarde entre os meses de abril e maio caem às chuvas propícias ao plantio dos produtos agrícolas típicos da região. Porém, nos últimos anos não só Caturité, mas todo compartimento da Borborema vem sofrendo pela irregularidade desse fenômeno.
Vegetação: A vegetação típica do município de Caturité é a caatinga, sendo própria do clima semiárido. É formada por árvores retorcidas como: a catingueira, marmeleiro, jurema, pereiro, umbuzeiro, etc. E os cactos a exemplo do facheiro, cardeiro, xiquexique, macambira, côroa-de-frade e outras plantas espinhosas. No decorrer dos anos, devido à seca e o desmatamento de algumas áreas é notável o desaparecimento de espécies animais como, por exemplo, o canarinho, o concrí e xexeu, entre outros.

## Política
Atualmente, Caturité tem como representante do Poder Executivo José Gervásio da Cruz (Zé João) e o vice Itamilson Francisco da Silva mais conhecido por Tita de Biu Domingos. Zé João, Em 2004, foi eleito prefeito pela 1ª vez pelo partido PFL para a gestão (2005 - 2008) tendo se reelegido novamente para prefeito para a gestão (2009-2012). Nas eleições de 2016, foi eleito pela 3ª vez como prefeito de Caturité, sendo o único politico do município a conseguir tal feito. Tita inicia seu 3º mandato de Vice-prefeito sempre fazendo dobradinha com Zé João (2005-2008 / 2009 - 2012), além de um mandato de vereador pelo PR (2012 - 2016).
Fonte: www.caturite.pb.gov.br/

## Educação
A Rede Municipal de Ensino é composta por 06 (seis) escolas, sendo 01(uma) na Sede, onde funciona a Escola Antônio Trovão de Melo com 342 alunos na Educação Infantil, Fundamental I e II, como também o núcleo da Escola Rural composta por 138 (cento e trinta e oito) alunos.
Nas comunidades temos: 01(uma) escola no Curralinho com 105 (cento e cinco) alunos; 01(uma) em Serraria de Cima 102 (cento e dois); 01(uma) em Pedra D’Água 66 (sessenta e seis); Pólo de Emas 96 (noventa e seis), todas atendem à educandos da Educação Infantil e Fundamental I. Também temos no município 01(uma) Unidade de atendimento ao Programa de Erradicação do Trabalho Infantil – PETI, atendendo a 87 alunos.
Para que haja uma qualidade na Educação, o município dispõe de vários projetos, tais como: Projeto Trilhas, Mais Educação, Programa Brasil Alfabetizado (PBA), Pacto Nacional pela Alfabetização na Idade Certa (PNAIC), Cooperjovem, Gestar II, Programa Saúde na Escola (PSE), PRONACAMPO e, ainda, mantêm parceiras como INSA e a UFPB.
Para atender as necessidades dos alunos que necessitam de transporte, o serviço público oferece ônibus que circulam nas comunidades e também para Boqueirão e Campina Grande.
Uma das últimas conquistas do município foi a implantação da Escola Rural.

## Saúde
A Assistência à Saúde é disponibilizada através de uma Unidade Básica de Saúde na Sede e três Unidades Âncoras do Programa de Saúde da Família – PSF, que atua com duas equipes nas comunidades rurais. Contando também com Assistência a Farmácia Básica, Fisioterapia e diversas especialidades através do Consórcio Intermunicipal de Saúde.

## Economia
A economia do Município está baseada na produção agrícola, onde são desenvolvidas culturas de subsistência, como milho e feijão e o cultivo de capim para alimentação bovina. A pecuária ocupa lugar de destaque, principalmente com a criação de gado leiteiro.
	No setor industrial, Caturité conta com duas usinas de beneficiamento de leite: a SEBRAL (Leite Vita) e a COAPECAL (Leite Cariri), que juntas industrializam 65.000 litros de leite diariamente. Além delas, também há uma indústria de beneficiamento de mandioca e várias queijeiras de produção doméstica.

## Cultura
Os aspectos culturais do Município se concretizam na realização de eventos como os Festejos Juninos e a Festa de N. S. da Conceição, padroeira da cidade, que acontece no dia 8 de dezembro. Algumas comunidades rurais também realizam festas religiosas durante o ano. Destaca-se também a realização da CAVALGADA, reunindo cerca de 600 cavaleiros, sendo considerada uma das maiores do Brasil, a qual faz a abertura dos Festejos Juninos.

## Turismo
No turismo, podemos citar a participação da população nos eventos religiosos, festejos juninos e na Cavalgada, que atraem pessoas de todas as cidades circunvizinhas.
Existe um potencial, ainda não explorado, para a prática do turismo ecológico na Serra de Caturité, que fica a cerca de 5 km da Sede do Município.